# NGC 1459
NGC 1459 је спирална галаксија у сазвежђу Пећ која се налази на NGC листи објеката дубоког неба.
Деклинација објекта је - 25° 31' 17" а ректасцензија 3h 46m 57,9s. Привидна величина (магнитуда) објекта NGC 1459 износи 12,8 а фотографска магнитуда 13,6. Налази се на удаљености од 48,940 милиона парсека од Сунца. NGC 1459 је још познат и под ознакама ESO 482-43, MCG -4-10-1, IRAS 03448-2540, PGC 13832.